# Paraphaenocladius ocularis
Paraphaenocladius ocularis är en tvåvingeart som först beskrevs av Jean-Jacques Kieffer 1924.  Paraphaenocladius ocularis ingår i släktet Paraphaenocladius och familjen fjädermyggor.
Artens utbredningsområde är Tyskland. Inga underarter finns listade i Catalogue of Life.